# Muscle coracobrachial
Le muscle coraco-brachial (ou muscle coracobrachial ou muscle perforé de Casserius) est un muscle du bras situé dans le plan profond de la loge brachiale antérieure.

## Origine
Le muscle coraco-brachial s'insère en haut sur le processus coracoïde de la scapula juste en dedans du chef court du muscle biceps brachial.

## Trajet
Le muscle coraco-brachial est oblique en bas, en dehors et en arrière presque verticalement.

## Terminaison
Le muscle coraco-brachial se termine sur la face interne de l'humérus, à sa jonction entre le tiers supérieur et les deux tiers inférieurs, juste au-dessus de l'insertion du muscle brachial et au même niveau que la tubérosité deltoïdienne.

## Innervation
Le muscle coraco-brachial est traversé par le nerf musculocutané qui lui laisse un rameau d'innervation.

## Vascularisation
L'irrigation du muscle coracobrachial se fait par l'artère brachiale.

## Action
Le muscle coraco-brachial contribue à l'antépulsion du bras avec une légère adduction.

## Pathologie
La pathologie isolée du muscle coracobrachial est rare.

## Galerie

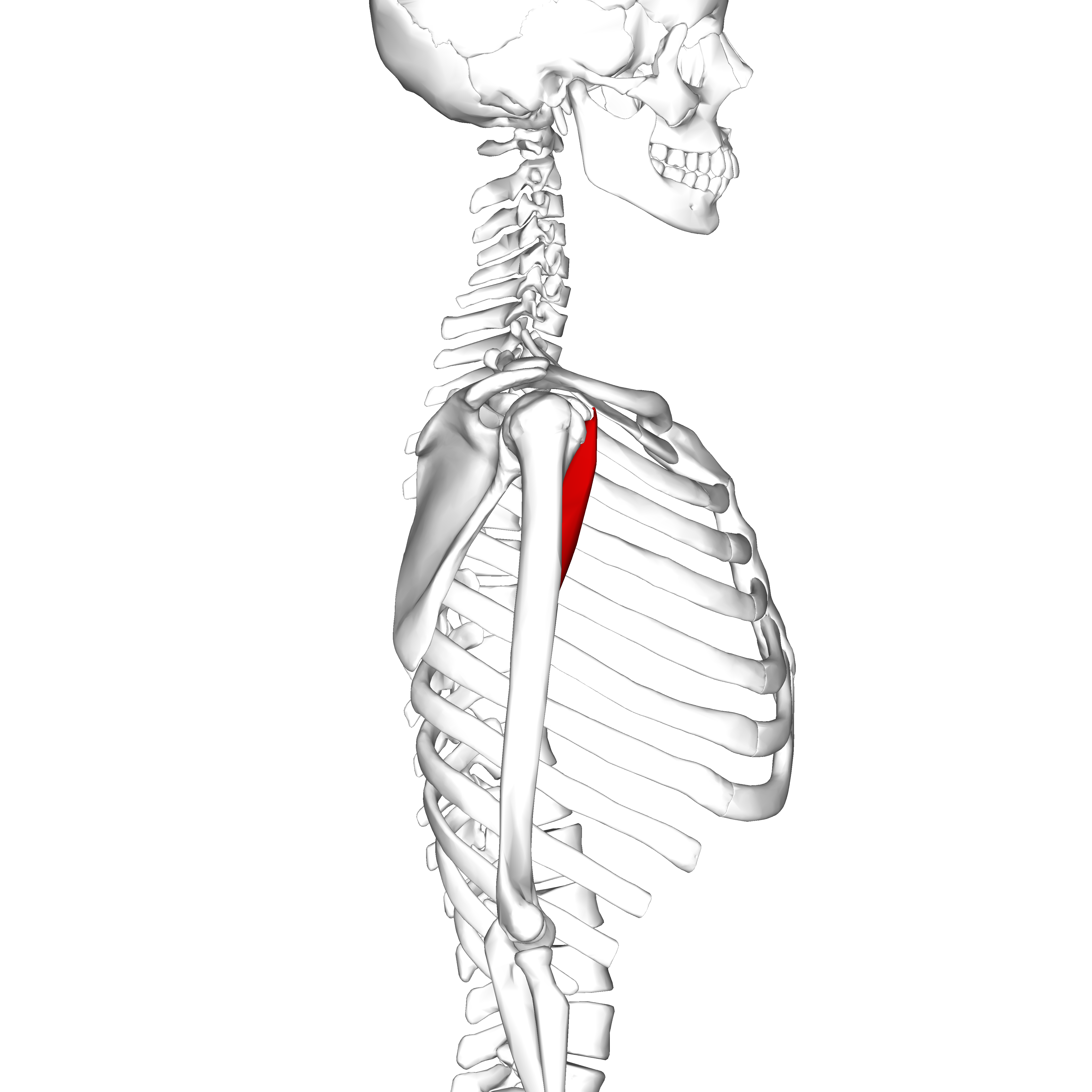
Vue latérale.
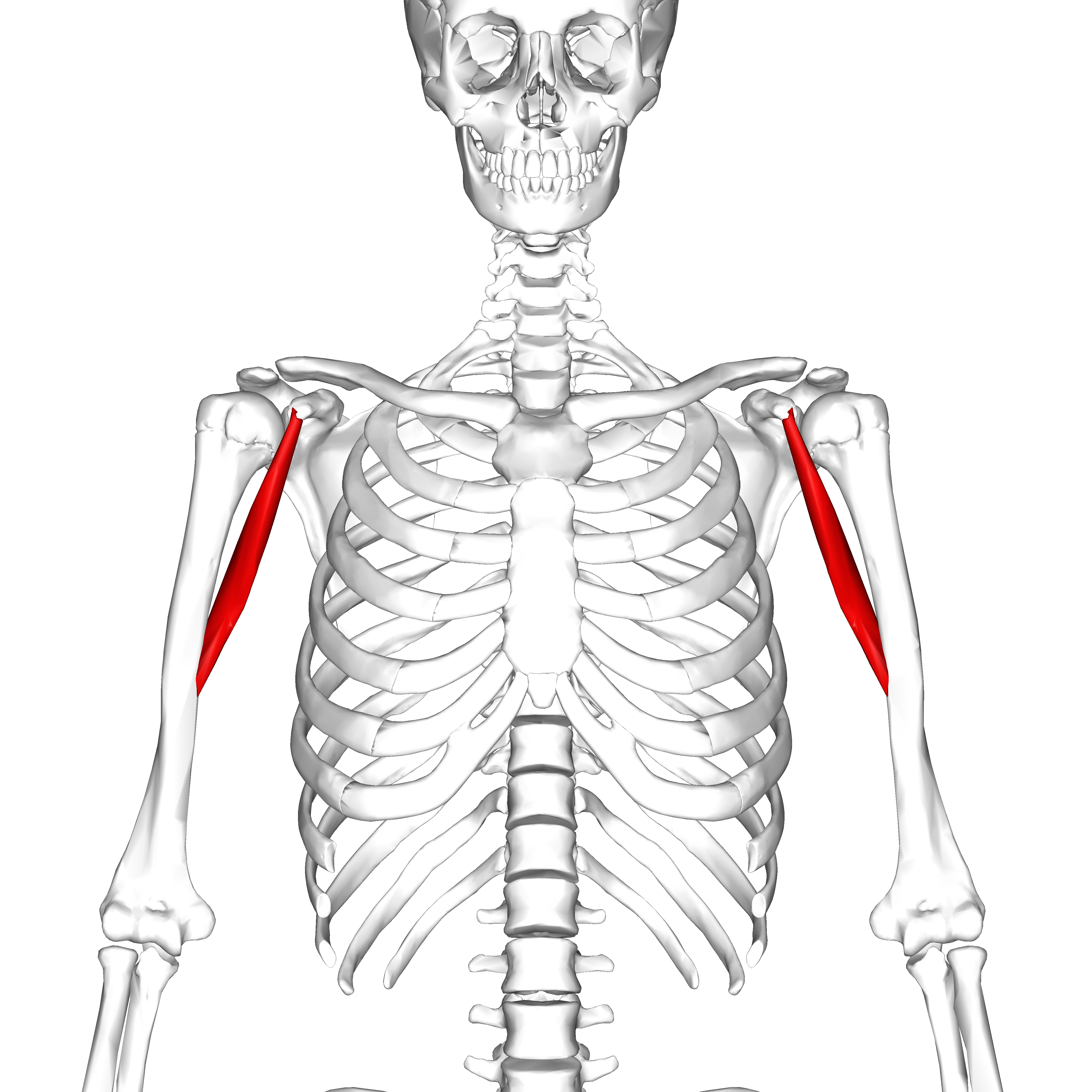
Vue antérieure.
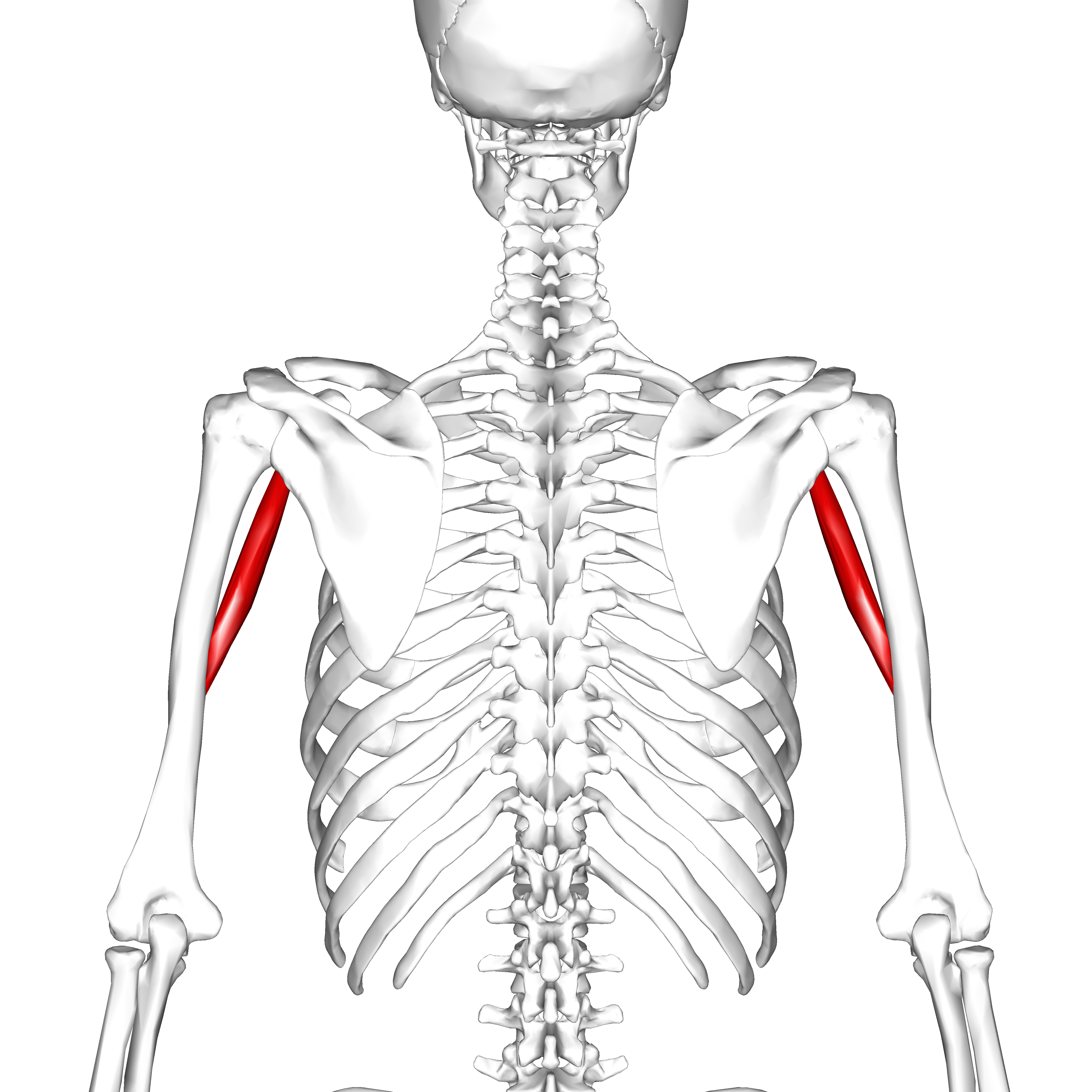
Vue postérieure.
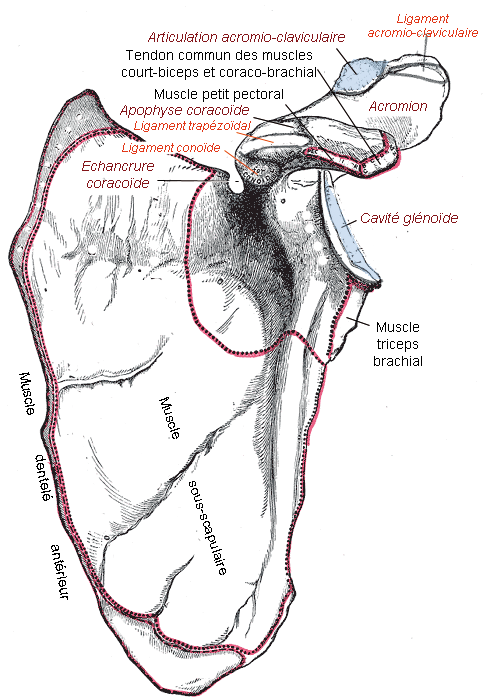
Insertion scapulaire du muscle coraco-brachial
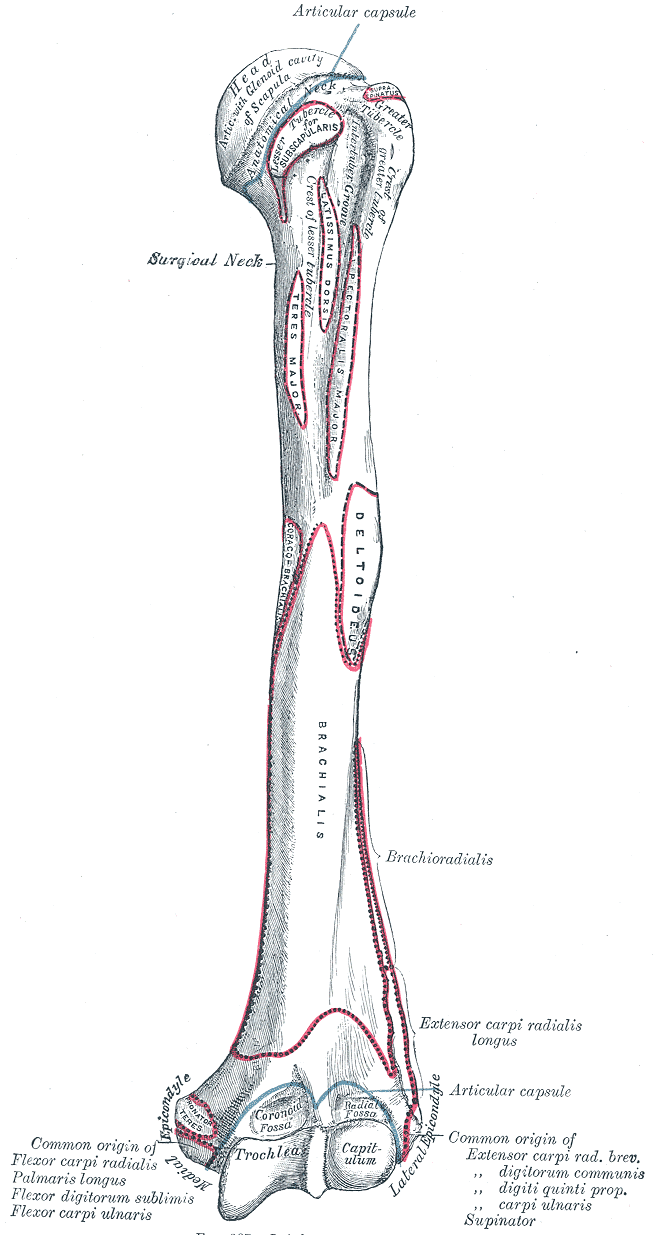
Insertion humérale du muscle coraco-brachial.